# محمد ابن أبي شنب
محمد بن أبي شنب أو  أبي شنب (26 أكتوبر 1869 – 5 فبراير 1929) في عين الذهب قرب مدينة المدية بالجزائر هو أديب وباحث جزائري وأول جزائري حاصل على شهادة الدكتوراه في العصر الحديث خلال الإحتلال الفرنسي . عُرف بإتقانه لعدة لغات، منها الفرنسية التي كتب بها بعض مؤلفاته. أسهم في الدراسات الأدبية واللغوية، وكان من رواد الأدب المقارن في الجزائر، كما شغل مناصب أكاديمية بارزة داخل الجزائر وخارجها.

## نشأته و تعليمه
وُلد من عائلة تجمع بين الأصلين التركي والجزائري، وهو النوع الذي يُعرف في التاريخ بـ «زيجة الكراغلة»، وهي عقود الزواج التي تجمع بين تركي وجزائرية ـ وهي أحد العائلات التركية المقيمة في الجزائر التي نجت من الطرد إلى أزمير التركية بعد الاحتلال الفرنسي.
نشأ محمد في حجر والديه اللذان اعتنيا به، وحفظ القرآن عن شيخه أحمد بارماق، ثم توجه إلى تعلّم الفرنسية بالمكتب الابتدائي، أين تحصل على شهادة مكنته من الالتحاق بالمدرسة الثانوية، وسهل له ذلك الخط الذي انتهجته الفلسفة الاستعمارية التي تبنّت سياسة تعليم الأهالي بعد منعها بهدف تكوين نخبة منهم. حصل على شهادة البكالوريا، لكنه لم يتمكن من اجتياز الامتحان النهائي بسبب إصابته بالجدري.
فتوجه ابن أبي شنب إلى الجزائر العاصمة سنة 1886م، والتحق بمدرسة المعلمين (École normale) ببوزريعة بالقرب من الجزائر، وتخرج منها بعد سنتين وعمره يبلغ 19 سنة فقط.
تخرج عام 1888 مجازًا في تعليم اللغة الفرنسية وآدابها،  بعد ذلك، تم تعيينه معلما بالمكتب الرسمي في قرية «سيدي علي تامجارت» (وامري حاليا) المدية فمكث فيه أربع سنوات، ثم انتقل إلى مكتب الشيخ إبراهيم فاتح الرسمي بالجزائر العاصمة،
في عام 1898م عينته الأكاديمية أستاذا بالمدرسة الكتانية في قسنطينة خلفا للشيخ العلاّمة عبد القادر المجاوي (1848م ـ 1914م) عندما انتقل هذا الأخير إلى المدرسة الثعالبية بالجزائر العاصمة، فأقرأ بها الشيخ ابن أبي شنب علوم النحو والصرف والفقه والأدب، ثم عين مدرسا بالمدرسة الثعالبية كذلك خلفا للشيخ عبد الرزاق الأشرف (1871م ـ 1924م).
في 15 نوفمبر 1903م، تزوج الشيخ بابنة الشيخ قدور بن محمود بن مصطفى، الإمام الثاني بالجامع الكبير، فرزق منها بخمسة ذكور وأربع إناث. وفي حوالي 1904م، أسند إليه دراسة صحيح البخاري رواية بجامع سفير بالعاصمة، وارتقى في عام 1908م إلى رتبة محاضر بالجامعة.
وفي عام 1908، رُقي إلى رتبة محاضر في جامعة الجزائر، ليصبح لاحقًا أستاذًا رسميًا في كلية الآداب عام 1924. حيث حصل على شهادة اللغة العربية ودرس علوم البلاغة والمنطق والتوحيد على يد الشيخ عبد الحليم بن سماية، وناب عن الشيخ أبي القاسم ابن سديرة في دروسه العربية بالجامعة لمدة سنة كاملة.
في سنة 1920م انتخبه المجمع العلمي العربي بدمشق عضوا به، وفي نفس السنة تقدم لنيل شهادة الدكتوراه من جامعة الجزائر فأحرزها بدرجة (ممتاز)، حيث ألف كتابين أحدهما يدور على أبي دلامة شاعر العباسيين، والثاني بحث ذكر فيه الألفاظ التركية والفارسية المستعملة في لغة أهالي الجزائر.
في سنة 1924م، عُيّن ابن أبي شنب أستاذا رسميا بكلية الآداب الكبرى في العاصمة، كما انتخبه المجمع العلمي الاستعماري بباريس عضوا عاملا به، كما انتخبته هيأة إدارة مجلس الجمعية التاريخية الفرنسية كاتبا عاما بها.
كان يتقن إلى جانب العربية اللغة الفرنسية والإنجليزية والإيطالية والأسبانية والألمانية والفارسية، وشيئا من اللاتينية والتركية، وهذا ـ إضافة إلى مكانته العلمية ودقة تحقيقاته ـ وهو ما جعل كثيرا من العلماء والمستشرقين يراسلونه ويكاتبونه، ومنهم على سبيل الذكر أحمد تيمور باشا، ورئيس مجمع اللغة العربية بدمشق محمد كرد علي، وعلامة تونس حسن حسني عبد الوهاب، والمستشرقون أمثال كوديرا و بلاثيوس و كراتشوفسكي.
انتُدب لتمثيل الجزائر في المؤتمرات الدولية الخاصة بالتراث العربي والإسلامي، وكان آخر ما حضره المؤتمر السابع عشر للمستشرقين بأوكسفورد، أين قدّم بحثا عن الشاعر ابن خاتمة الأندلسي.

## اجتهاده ومناصبه
شهد عليه يخطب بالفرنسية في مؤتمر المستشرقين في أكسفورد وهو في لباسه الجزائري التقليدي معتمرا عمامة صفراء وزنار عريض وسراويل مسترسلة ومعطف من صنع محلي، كان من أكبر العلماء والأدباء الجزائريين خلال فترة الإحتلال الفرنسي للجزائر.
إلى جانب إتقانه العربية والفرنسية، كان يجيد عدة لغات أخرى، منها الفارسية، الألمانية، الإيطالية، الإسبانية، التركية، اللاتينية، والعبرية. ويُعزى إليه الفضل في وضع الأسس الأولى لقسم الأدب المقارن، حتى وإن لم يكن هذا التخصص قائمًا رسميًا في تلك الفترة، نظرًا لكون الجامعة الجزائرية آنذاك خاضعة للنظام التعليمي الفرنسي. غير أن بن شنب يُعد أول باحث جزائري اهتم باللغات والترجمة، مما جعله رائدًا في الانفتاح على آداب الشعوب الأخرى، دراسةً وتعليمًا وترجمة.
ولا يمكن الحديث عن تدريس الأدب المقارن دون الرجوع إلى اجتهاداته، إذ كان من القلائل القادرين على الإنتاج في هذا المجال. كما نظم الشعر ونشر العديد من الدراسات، كان بعضها في صميم الأدب المقارن، مثل دراسته التي نُشرت في "المجلة الإفريقية" سنة 1919 تحت عنوان "الأصول الإسلامية للكوميديا الإلهية لدانتي".

## مؤلفاته وأعماله
ألّف أكثر من 50 كتابًا في مجالات متنوعة، شملت العلوم المتداولة عند العرب والغربيين، إضافة إلى دراسات حول العادات والتقاليد. كما أسهم في إحياء عدد من المؤلفات عبر تحقيقها ونشرها. ومن أبرز أعماله:

### عناوين لمؤلفاته الشخصية
1. تحفة الأدب في ميزان أشعار العرب 1906 و1928.[7]
2. شرح لمثلثات قطرب 1906.
3. أبو دلامة وشعره وهو أطروحته لنيل شهادة الدكتوراه التي حصل عليها سنة 1924.
4. الأمثال العامية الدارجة في الجزائر وتونس والمغرب 3 أجزاء 1907.
5. الألفاظ الطليانية الدخيلة في لغة عامة الجزائر (لم يطبع).
6. فهرست الكتب المخطوطة في خزانة الجامع الأعظم بالجزائر 1909.
7. معجم بأسماء ما نشر في المغرب الأقصى (فاس) من الكتب ونقدها 1922.
8. خرائد العقود في فرائد القيود 1909.
9. الكلمات التركية والفارسية المستعملة في اللهجة الجزائرية.[8]
10. رسالة في المنطق.
11. مجموع أمثال العوام في أرض الجزائر والمغرب.
12. رحلة الورتلاني.

### تحقيقاته في مؤلفات غيره
1. البستان في ذكر الأولياء والعلماء بتلمسان لابن مريم التلمساني عام 1908.[9]
2. عنوان الدراية فيمن عرف من العلماء في المائة السابعة ببجاية لأحمد الغبريني 1910م.
3. الذخيرة السنية في تاريخ الدولة المرينية 1920.
4. الفارسية في مبادئ الدولة الحفصية.
5. تعليق على: وصايا الملوك وأبناء الملوك من أولاد الملك قحطان بن هود النبي.
6. شرح ديوان عروة بن الورد لابن السكيت 1926.
7. طبقات علماء أفريقية لأبي ذر الخشني ترجم للفرنسية 1915.
8. ترجم إلى الفرنسية رسالة للإمام الغزالي في رياضة الأولاد وتربيتهم نشرت بالمجلة الإفريقية "la revue africaine" سنة 1901.
9. الجمل تأليف الزجاجي.[10]
10. طرس الأخبار بما جرى آخر الأربعين من القرن الثالث عشر للمسلمين مع الكفار، وهو من تأليف الشيخ محمّد العربي المشرقي الغريسي.

### مواقف
عُرف ابن أبي شنب بتواضعه وسعة اطلاعه وحسن تعامله مع الآخرين. ومن المواقف التي تُروى عنه أنه كان مسافرًا بالقطار من مسقط رأسه إلى الجزائر العاصمة للإشراف على امتحانات الثانوية العامة (البكالوريا). وخلال الرحلة، جلس بجانبه شابان أوروبيان وبدآ في السخرية من مظهره التقليدي، لكنه لم يبدِ أي رد فعل واستمر في مراجعة ملفاته.
في اليوم التالي، وجد الشابان نفسيهما أمامه أثناء الامتحان الشفوي، حيث كان أحد المشرفين عليهما. لم يُعلّق على تصرفهما السابق، لكن الموقف ترك أثرًا عليهما وشعرا بالحرج.
كان ابن أبي شنب محافظًا على الزي التقليدي الجزائري، متمسكًا بالعادات والتقاليد، وكان يفضل التحدث باللغة العربية في حياته اليومية.

### صلة الوصل بين الشرق والغرب
كان محمد بن أبي شنب باحثًا وأكاديميًا جزائريًا أسهم في المجال الثقافي والعلمي داخل الجزائر وخارجها، وأقام علاقات مع عدد من الباحثين العرب والمستشرقين المهتمين بالدراسات العربية. تركزت اهتماماته على البحث في التراث الشعبي الجزائري، واللهجة المحلية، والتراث العربي الإسلامي، إلى جانب دراساته الأكاديمية الأخرى. واجه  العديد من الصعاب من بينها البيئة الاستعمارية التي فرضت اللغة الفرنسية في المجالات التعليمية والإدارية، ما جعله مضطرًا إلى الكتابة بالفرنسية. كما تأثر البحث العلمي في الجزائر خلال تلك الفترة بالسياسات الاستعمارية التي وجهت دراسة التراث المحلي وجمعت مواده في سياق يخدم المصالح الاستعمارية. استمر تأثير هذه السياسات حتى بعد الاستقلال في بعض الأوساط الأكاديمية.
تناول الباحث أبو القاسم سعد الله في كتابه تاريخ الجزائر الثقافي إسهامات عدد من المثقفين والعلماء الجزائريين في تلك الفترة، ومن بينهم محمد بن أبي شنب.

## وفاته
كان باحثًا وأديبًا اطلع على الأساليب الأوروبية في العمل مع محافظته على عاداته وتقاليده. تميز بسعة علمه، وكان معروفًا بتواضعه واستعداده لمساعدة طلاب العلم في القضايا المختلفة. واصل ابن أبي شنب نشاطه في البحث والتحقيق وإلقاء المحاضرات حتى وفاته عن عمر 60 عامًا، يوم الثلاثاء 26 شعبان 1347 هـ الموافق 5 فبراير 1929 م وهذا إثر مرض أدخله المستشفى «مصطفى باشا» وووري التراب في مقبرة سيدي عبد الرحمان الثعالبي بالجزائر العاصمة.

## قيل عنه
- كتبت عنه جريدة «الشهاب»:[12]

| محمد ابن أبي شنب | الأستاذ ابن شنب ، رحمه الله تعالى: "لما عرفناه فقدناه": كان الأستاذ يشرّف اسم الجزائر أمام علماء المشرقيات وكانت حكومة الجزائر عارفة قدره ، فكانت توفده نائبا عنها في مؤتمراتهم وكان من أعضاء المجمع العلمي العربي بدمشق ، وكان على ما عنده من علم وتحقيق وشهرة في الخارج هو كالمجهول عند قومه. وكنا نحن أول من نوه به ورغبناه في إفادة أمته بمعلوماته على صفحات "الشهاب" وكان أجاب إلى ذلك وابتدأ فقدم لنا مقالة عن مؤتمر المستشرقين في أكسفورد الذي كنا نشرناه وكتابته عن ابن خاتمة التي تقدم بها للمؤتمر ولازلنا نتمم في نشرها وكان وعد بمتابعة التحرير معنا. ولكن الأجل المحتم قطع علينا هذا الأمل فتوفي الأستاذ بأواخر شعبان الماضي فخسرنا بموته عالما عظيما ومعينا مخلصا وترك في المركز الذي كان يشغله فراغا عظيما ، فنسأل الله تعالى للفقيد مغفرة ورحمة وحسن جزاء عن دينه وقوميته وعن العلم والأدب والعربية والجزائر خلفا صالحا من أبنائها يقوم مقام الفقيد ويشرف اسمها عند المستشرقين. | محمد ابن أبي شنب |

- الشيخ البشير الإبراهيمي: «فقدنا بفقده ركنا من اركان العلم الصحيح وعلما في أعلام التاريخ الصحيح».
- أستاذه الشيخ عبد الحليم بن سماية: «ما علمت في حياتي كلها معلما يرجع إلى تلميذه غيري وإنني معترف له بالفضل والنبوغ».
- الأستاذ أحمد راسم: «لقد كان معجما لغويا يمشي على وجه الأرض».
- الأستاذ ماريتينو عميد كلية الآداب في جامعة الجزائر:

| محمد ابن أبي شنب | إن كان بن أبي شنب قليل النظير في الجزائر فهو عديم المثال في فرنسا... وكانت حياته مما يضرب بها الأمثال لدى الحكومة الفرنسية. | محمد ابن أبي شنب |

- وقال عنه أيضا:[11]

| محمد ابن أبي شنب | إن السيد ابن أبي شنب كان صوت الأديب المسلم الذي عرف كيف يطلع على الأساليب الأوروبية في العمل من دون أن يفد شيئا من صفاته وعاداته[…] وعرف لوازم النقد العلمي وقد حضي بالاعتراف بقدرة، ففي العام 1920 انتخبه المجتمع العلمي بدمشق عضوا من أعضائه، وفي العام 1922 قلدته حكومة الجمهورية الفرنسية وسلم فارس جوقة الشرف. وكان يمتاز بصفات تجعل كل من يعرفه يكنَ له المحبة والتقدير، فقد كان بخاصة كريم النفس، متميز العقل، عفيف اللسان في الإفصاح عن العواطف والاتزام بالاستقامة التامة. | محمد ابن أبي شنب |

- المستشرق الفرنسي ألفريد :

| محمد ابن أبي شنب | كان ابن أبي شنب مخلصا لدينه، ومتمسكا بلباسه التقليدي، ولكي لا يتنكر لتقاليده الإسلامية لم ير من الواجب أخذ الجنسية الفرنسية مما يجبره على التخلي عن الشرائع الإسلامية وعن منزلته الشخصية. | محمد ابن أبي شنب |

- الدكتور محمد كرد علي:[13]

| محمد ابن أبي شنب | ورجل من عيار ابن أبي شنب هو فخر أمة، قمين أن يرفعها في نظر العالم المتمدن إلى مراتب الأمم الصالحة للبقاء، فقد تهيأ بما وهب وما كسب من العلم بأن يظهر العلم العربي في ثوب قشيب من نسج القرن العشرين وأظهر أمته في مظهر أمة تسلسل فيها العلم ثلاثة عشر قرنا، من كبت للحرية في بلاده من قبل الاستعمار، قام حق القيام بما أراده وأراده له وطنه، فبيض الوجوه في المواطن كلها». | محمد ابن أبي شنب |

- الباحث الجزائري الدكتور عبد المجيد حنون يقول:

| محمد ابن أبي شنب | كان محمد بن أبي شنب مستشرقا قبل كل شيء، إلا أنه كان أول أستاذ جامعي جزائري، من جهة، ومتعدد اللغات من جهة ثانية. درس الأصول الإسلامية في الكوميديا الإلهية لدانته في بحث له بالفرنسية طبعه سنة 1919م. بحث في أصول العديد من القضايا اللغوية والأدبية، فكان بذلك الانفتاح على الغير حتى وإن كان من الصعب أن نعده مقارنا. | محمد ابن أبي شنب |

- صديقه وأستاذه جورج مارسه:

| محمد ابن أبي شنب | كنا نرجع إليه ونستضيء بضيائه وكنا نناديه "شيخنا" فإنه كان يجمع إلى صفات العلم والعالم الحقيقي صفات الصلاح والطيبة. | محمد ابن أبي شنب |

- أما الشيخ عبد الرحمن الجيلالي فقد نعاه قائلا:

| محمد ابن أبي شنب | يبكيك العلم والأدب، وتبكيك المنابر والمجالس التي كانت تزهو على غيرها بلذيذ دروسكم الشيقة، ومحاضرتكم الرائقة، وما علينا في الحال إلا بالصبر والدعاء لك، والله يستجيب ويجازيك يا حضرة الأستاذ خيرا عميما، ونعيما في فراديس الجنان مقيما، ويرزق أهلك وتلامذتك ومحبيك الصبر الجميل، والأجر الجزيل. | محمد ابن أبي شنب |

## إنتاج شعري
كتب ابن أبي شنب الشعر الملحون، كما كتب الشعر المقفى، ونظَم عدة قصائد في الجزائر وفي مدح بلدته وفي أغراض أخرى. وحثَ على التزود بالعلم إذ يقول:
وقال في قصيدة يمدح فيها الجزائر:
وقال في أخرى يمدح فيها المدية مسقط رأسه:

## وصلات خارجية
- أقوال محمد بن أبي شنب